# Arondismentul 3 din Paris
Arondismentul 3 (în franceză 3e arrondissement) este unul dintre cele douăzeci de arondismente din Paris. Este situat în centrul orașului, pe malul drept al fluviului Sena. Este delimitat la sud de arondismentul 4, la vest de arondismentele 1 și 2, la nord și la est de arondismentele 10 și 11.

## Demografie
| An                      | Populație | Densitate (loc. pe km²) |
| ----------------------- | --------- | ----------------------- |
| 1861 (vârf de populare) | 99.116    | 84.642                  |
| 1872                    | 89.687    | 76.656                  |
| 1936                    | 66.233    | 56.609                  |
| 1954                    | 65.312    | 55.822                  |
| 1962                    | 62.680    | 53.527                  |
| 1968                    | 56.252    | 48.038                  |
| 1975                    | 41.706    | 35.616                  |
| 1982                    | 36.094    | 30.823                  |
| 1990                    | 35.102    | 29.976                  |
| 1999                    | 34.248    | 29.247                  |
| 2006                    | 34.721    | 29.676                  |

## Administrație

### Primăria
| Alegere | Nume             | Partid | Mențiuni                          |
| ------- | ---------------- | ------ | --------------------------------- |
| 1983    | Jacques Dominati | RPR    | Ales în 1983 și 1989.             |
| 1989    | Pierre Aidenbaum | PS     | Ales în 1995, 2001, 2008 și 2014. |

## Locuri

### Instituții publice
- Arhivele naționale
- Conservatoire national des arts et métiers
- Musée des arts et métiers
- Musée Carnavalet
- Musée Picasso (Palatul Salé)
- Théâtre Déjazet
- Musée de la chasse et de la nature
- Musée d'art et d'histoire du judaïsme

### Principalele monumente
- Monumente civile
  - Carreau du Temple
  - Palatul Clisson

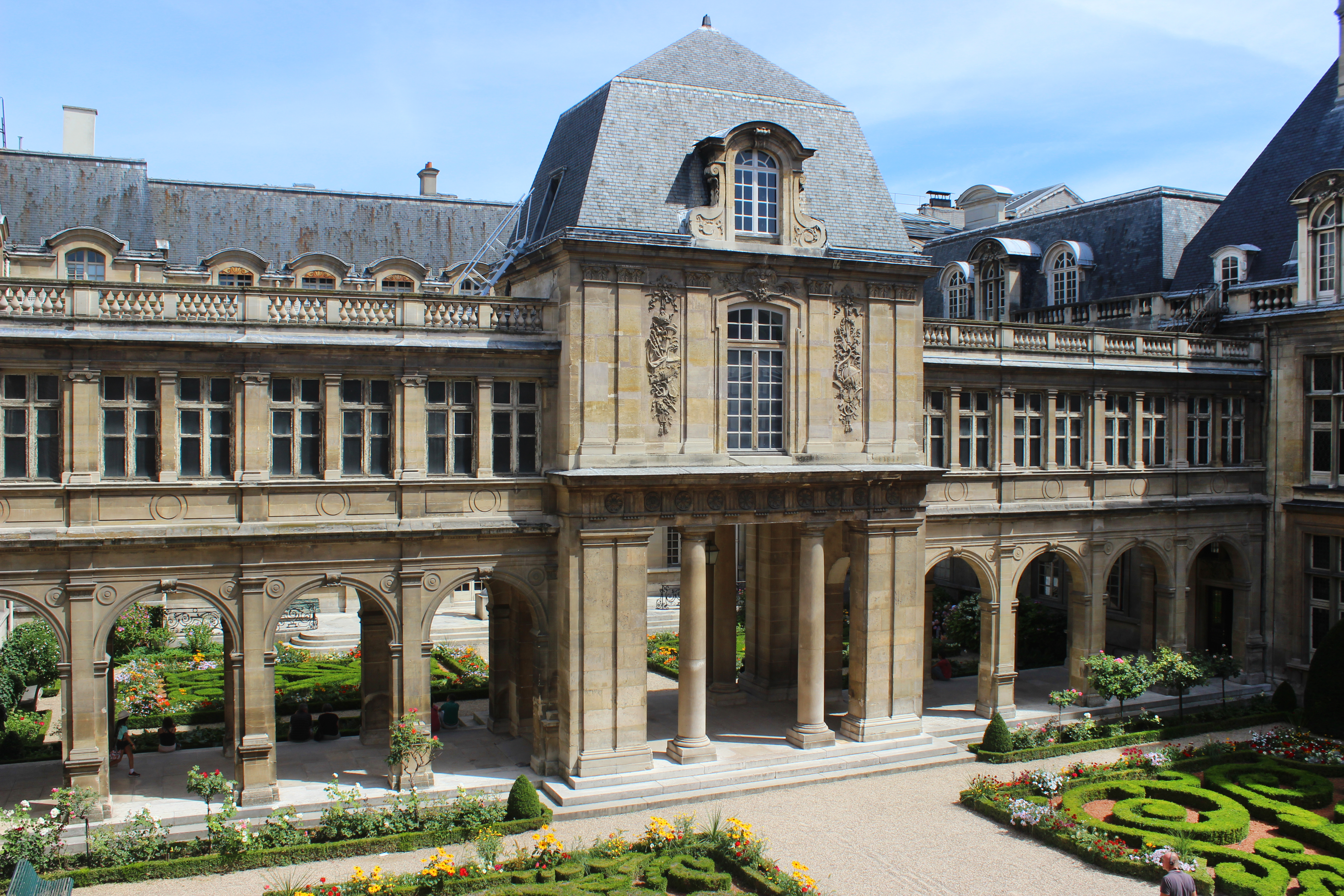
Palatul Carnavalet

  - Palatul Guénégaud (Musée de la chasse et de la nature)
  - Palatul Donon (Musée Cognacq-Jay)
  - Palatul Libéral Bruant (Musée de la serrure)
  - Palatul Marle (Centrul cultural suedez din Paris)
  - Palatul Rohan din Paris și Palatul Soubise (Arhivele naționale)
  - Lycée Turgot
  - Casa lui Nicolas Flamel
  - Marché des Enfants-Rouges

- Monumente religioase
  - Église Saint-Denys-du-Saint-Sacrement
  - Église Saint-Nicolas-des-Champs
  - Église Sainte-Élisabeth-de-Hongrie
  - Synagogue Nazareth

## Legături externe
- Site-ul oficial Arhivat în 28 iunie 2017, la Wayback Machine.